# Circuito Brasileiro de Voleibol de Praia Feminino Sub-21 de 2015
O Circuito Brasileiro de Voleibol de Praia Sub-21 de 2015, também chamado de Circuito Banco do Brasil de Vôlei de Praia Sub-21, foi a décima terceira edição da principal competição nacional de Vôlei de Praia na categoria Sub-21 na variante feminina, iniciado em 14 de maio de 2015.

## Resultados

### Circuito Sub-21
| Evento                                                             | Ouro                                | Prata                               | Bronze                           | Quarto lugar                        |
| 1ª Etapa Maringá, Paraná 14 a 17 de maio de 2015.                  | Monique Rossato Nicolly Bittencourt | Verena Figueira Hegê Almeida        | Tainá Bigi Carol Costa           | Anna Luisa Arena Caroline Goerl     |
| 2ª Etapa Rio de Janeiro, Rio de Janeiro 25 a 28 de junho de 2015.  | Duda Lisboa Tainá Bigi              | Verena Figueira Hegê Almeida        | Beatriz Batista Amanda Filippo   | Mariana Chaia Ana Carolina Santos   |
| 3ª Etapa Uberlândia, Minas Gerais 9 a 12 de julho de 2015.         | Duda Lisboa Tainá Bigi              | Anna Luisa Arena Caroline Goerl     | Beatriz Batista Amanda Filippo   | Verena Figueira Hegê Almeida        |
| 4ª Etapa João Pessoa, Paraíba 27 a 30 de agosto de 2015.           | Duda Lisboa Tainá Bigi              | Andressa Cavalcanti Lydia Veríssimo | Victória Tosta Taís Estéfani     | Beatriz Batista Amanda Filippo      |
| 5ª Etapa Manaus, Amazonas 30 de outubro a 1 de novembro de 2015. . | Duda Lisboa Tainá Bigi              | Beatriz Batista Amanda Filippo      | Verena Figueira Talita Simonetti | Andressa Cavalcanti Lydia Veríssimo |